# Sonderverband 288
Der Sonderverband 288 war eine vollmotorisierte Einheit der Wehrmacht, aufgestellt für den Einsatz im Irak, Iran und Indien.

## Aufstellung
Für die Aufstellung des Sonderverbandes 288 wurden ab Juni 1941 tropentaugliche Soldaten, darunter viele Gebirgsjäger, in der Hohenlohe-Kaserne in Potsdam versammelt. Der Verband hatte mit gut 2000 Mann die Stärke eines Regimentes, war aber für einen selbstständigen Einsatz vielseitiger in seiner Waffenausrüstung und Truppenzusammenstellung. Außerdem verfügte die Einheit unter anderem über eine Sanitätskompanie mit Tropenmedizinern, 20 Araber als Übersetzer, eine fahrbare Druckerei, die arabischsprachige Flugblätter herstellen konnte, und einen Trupp für den Betrieb von Ölförderanlagen.
Die Grundlage für die Aufstellung des Sonderverbandes 288 war die Weisung Nummer 32 von Adolf Hitler vom 11. Juni 1941: „Vorbereitungen für die Zeit nach Barbarossa.“ Mit „Barbarossa“ war die Eroberung der Sowjetunion (Unternehmen Barbarossa) gemeint. In dieser Weisung 32 ist unter anderem der „Angriff“ der Wehrmacht „durch den Iran vorgesehen“, also der Einmarsch in Indien. Dafür wurde für den Sonderverband 288 auch eine Übersetzergruppe gebildet, die indische Sprachen beherrschte.

## Einsatz
Im September/Oktober 1941 wurde der Sonderverband 288 zur weiteren Ausbildung nach Griechenland verlegt. Mitte November 1941 wurden Teile des Verbandes nach Libyen geflogen, zur Unterstützung des Afrikakorps bei der Verteidigung gegen britische Angriffe. Im Januar 1942 wurden dann alle Truppen der Einheit mit Flugzeugen und Schiffen nach Afrika überführt und nahmen an den wechselvollen Kämpfen in Libyen teil.
Der eigentlich Grund für die Verlegung des Sonderverbandes 288 nach Nordafrika bestand in dem Ziel mit dem Afrikakorps über den Nil und den Suez-Kanal zu gehen, um dann weitgehend selbstständig in den Irak und in den Iran vorzustoßen, für die Eroberung der dortigen Ölfelder.
Im Juni 1942 war der Verband an der Erstürmung der schwer verteidigten Wüstenstellung Bir Hacheim und der folgenden Eroberung von Tobruk beteiligt. Während der Schlachten um El Alamein, Anfang September 1942 und Ende Oktober/Anfang November 1942, war der Sonderverband 288 immer in Reserve, sodass er als einzige ausgeruhte Kampfeinheit als Nachhut den langen Rückzug des Afrikakorps von Ägypten nach Tunesien deckte. Am 31. Oktober 1942 wurde der Sonderverband 288 offiziell in Panzer-Grenadier-Regiment Afrika umbenannt, er wurde aber weiterhin Sonderverband 288 genannt.
Gegen die im November 1942 in Marokko und Algerien (Operation Torch) gelandeten US-Amerikaner führte Rommel im Februar 1943 einen Angriff (Unternehmen Frühlingswind), wobei der Sonderverband 288 den wichtigen Kasserinepass eroberte. Mit der Kapitulation des Afrikakorps im Mai 1943 gingen auch die Soldaten des Sonderverbandes 288 in Kriegsgefangenschaft.
Kommandeur des Sonderverbandes 288 war Oberst Otto Menton, seit dem Ersten Weltkrieg ein Duz-Freund von Erwin Rommel, dem Kommandeur des Afrikakorps.